# 春の踊り -レインボー宝塚-
『春の踊り』 -レインボー宝塚-（はるのおどり レインボーたからづか）は宝塚歌劇団の舞台作品。花組公演。宝塚歌劇90年史や宝塚歌劇100年史の人物編では副題は「レインボウ宝塚」という表記になっている。
形式名は「グランド・レビュー」。18場。
1955年4月1日から4月29日まで宝塚大劇場で公演された。東京では未公演。
併演作品は『眠れる美女』。

## 解説
※『宝塚劇場100年史（舞台編）』の宝塚大劇場公演のデータを参照
初舞台生から始まり、芍薬、朝顔、菜の花の3つの花物語、ローマのコミック、蝶々夫人の幻想、リオのカーニバルでの恋、歌舞伎仕立ての魔女が登場した春の宴など、バラエティーに富んだ日本物のショー。七人の若衆による「レインボー宝塚」の場面もある。

## スタッフ
- 作・演出：白井鐵造[1]
- 音楽[3]：高橋廉、入江薫、十時一夫
- 振付[3]：錢谷信昭、康本晋史、玉田祐三、渡辺武雄
- 装置[3]：荒島鶴吉、岡本保、渡辺正男、近藤幸一、大藤紀夫
- 衣装[3]：平尾文男、中川菊枝
- 照明：高田東作[3]
- 小道具：山田圭一郎[3]
- 鳴物：中井槇夫[3]
- 演出助手[3]：横澤英雄、堀泰男、菅沼潤